# Robert Coutelas
Pour les articles homonymes, voir Coutelas.
Robert Coutelas est un artiste peintre, sculpteur et lithographe français né le 17 mars 1930 dans le 14e arrondissement de Paris, découvert mort à son domicile du 226, rue de Vaugirard dans le 15e arrondissement de Paris le 24 juin 1985.

## Biographie

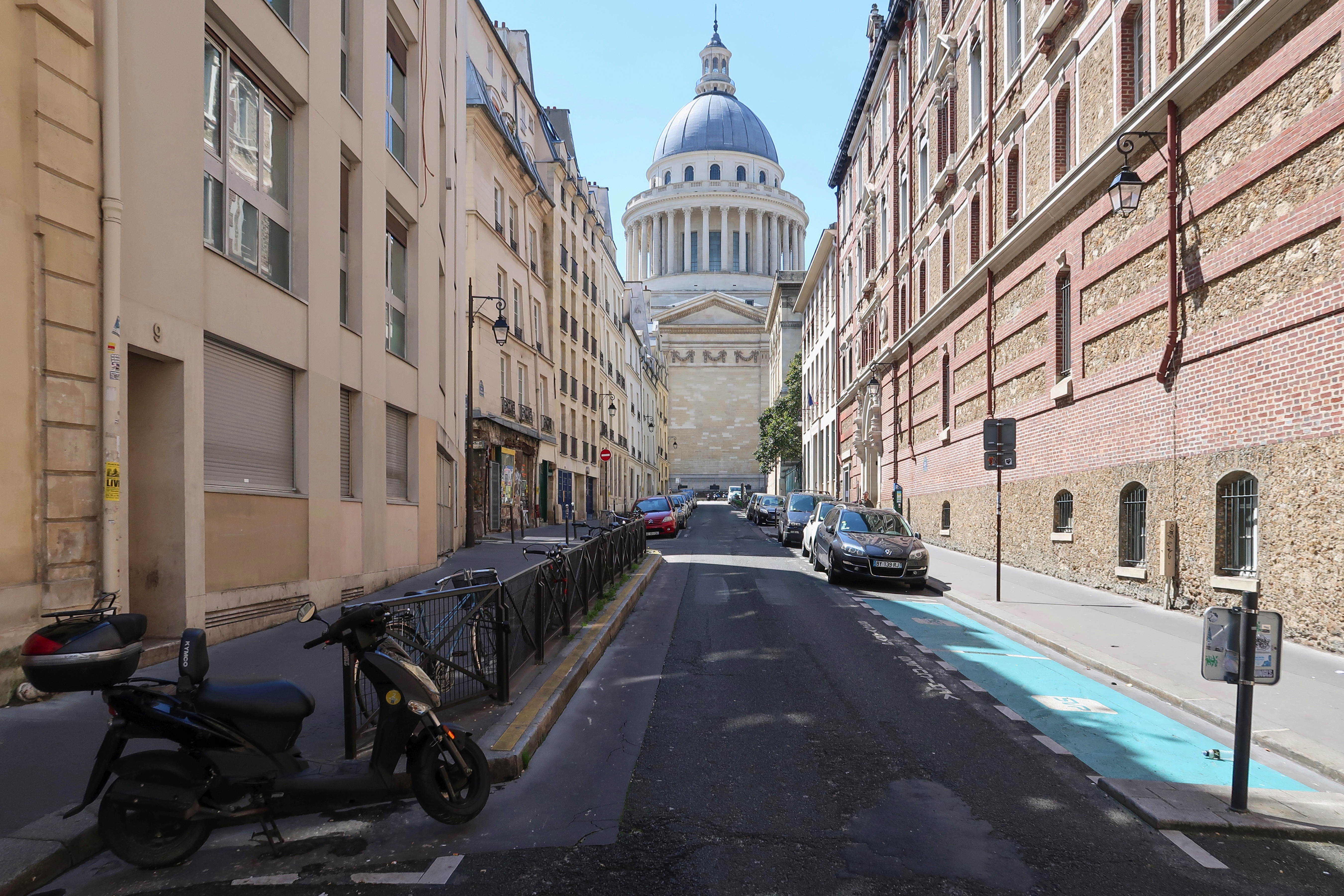
Rue Valette, Paris

Robert Coutelas, né en la maternité Port-Royal à Paris, est le second enfant issu du mariage de Georges Coutelas (1903-?) et de Lucie Raynaud (1908-1964), domiciliés au 15, rue Valette dans le 5e arrondissement de Paris. Au divorce de ses parents qui suit le décès de son frère ainé en 1933, il se voit confié à une famille de fermiers de la région parisienne jusqu'à ce qu'il retrouve sa mère dans le 13e arrondissement de Paris lors du remariage de celle-ci avec l'alsacien Léon Ensminger en 1938. En 1943, la famille est envoyée pour le service du travail obligatoire (STO) en Allemagne, dans un camp situé à la frontière de la Tchécoslovaquie au sein duquel Robert se trouve être l'unique enfant français.
Le retour en France passe par une première installation en Alsace - où l'adolescent découvre avec intérêt les arts populaires - avant une seconde installation à Thiers (Puy-de-Dôme) où son beau-père et lui sont embauchés dans une usine de filature. Dans le même temps, il lit assidument les livres d'art de la bibliothèque municipale, sculpte le bois et crée des objets hétéroclites en fer forgé. S'y ajoute la révélation de l'existence en la ville de Thiers d'une ancienne fabrique de cartes à jouer qui n'est pas sans influencer sa détermination de consacrer sa vie à l'art, et le violent rejet de celle-ci par ses parents le conduit à une première tentative de suicide en 1945, à une seconde en l'année 1947 où la famille s'installe à Clermont-Ferrand, Robert y travaillant en usine le matin (5H00-13H00) pour suivre les cours du soir de l'École des beaux-arts.

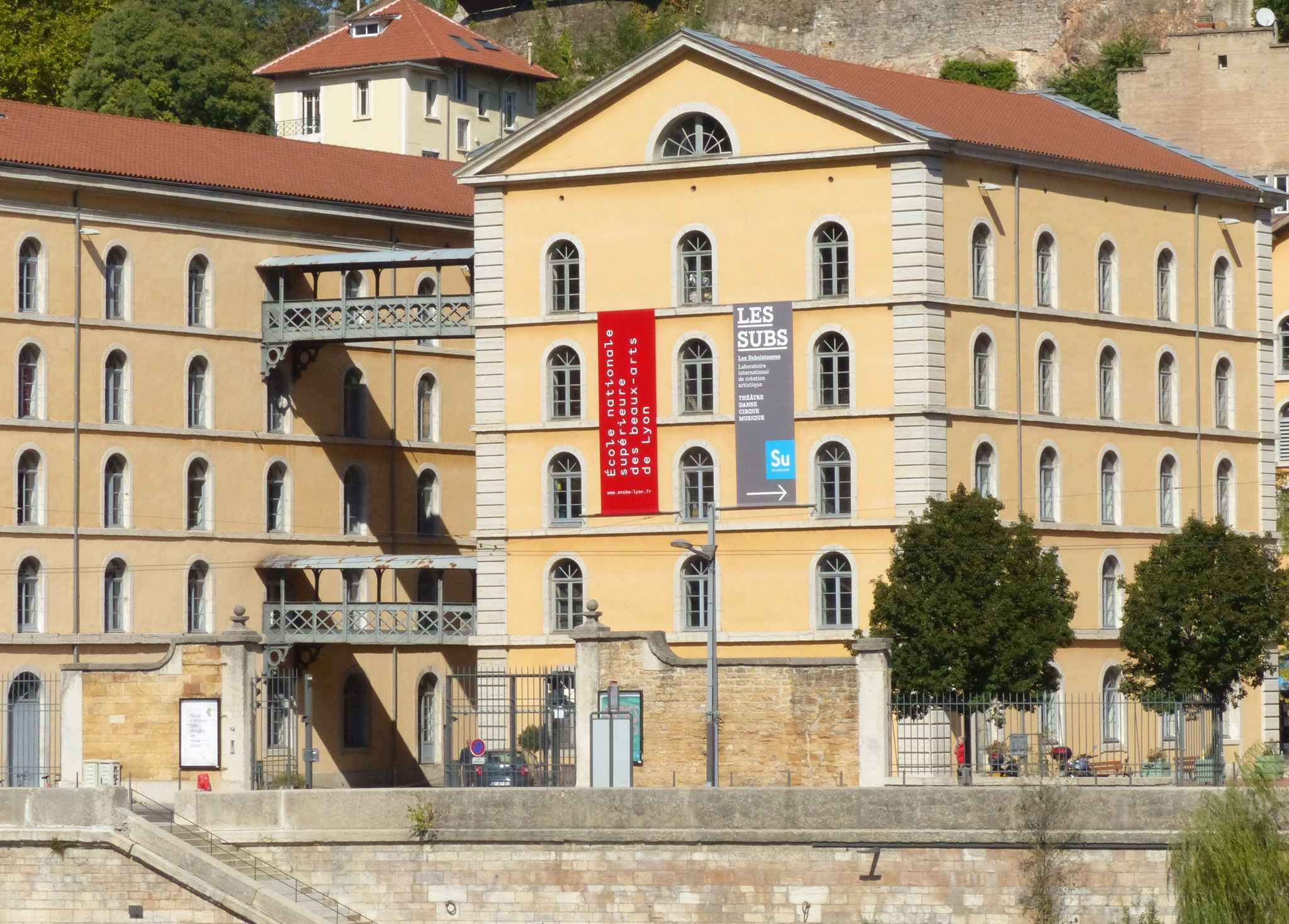
École nationale supérieure des beaux-arts de Lyon

Épris de l'art roman dont il va à la découverte avec passion dans les églises d'Auvergne, Robert suit en 1950 une formation de tailleur de pierre à Blois et participe à la restauration des cathédrales Notre-Dame de Rouen, Saint-Étienne de Bourges, ainsi qu'à l'église Saint-Nicolas du Foix de Blois avant de s'inscrire en 1953 à l'École nationale supérieure des beaux-arts de Lyon; Installé dans le quartier de la Croix-Rousse, sa participation à une exposition de groupe en 1955 le fait remarquer d'André Cottavoz. Il revient cependant à Paris en août 1957 où il est coltineur aux Halles en même temps qu'il pose comme modèle dans les Académies.

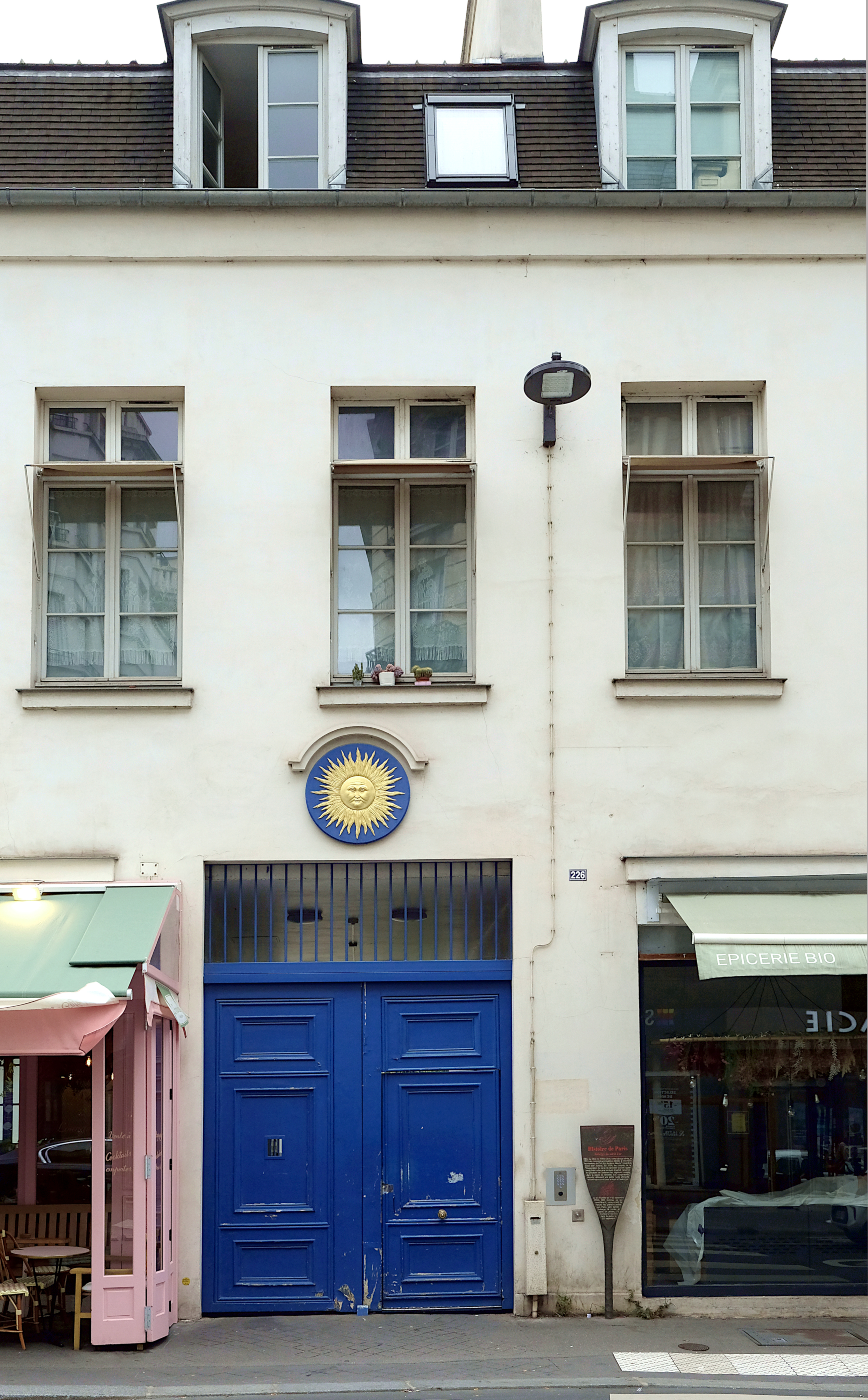
226, rue de Vaugirard, Paris

Lauréat du Prix Othon-Friesz au printemps 1959, Robert Coutelas devient la même année, et jusqu'à ce qu'il rompe son contrat en 1961, artiste permanent de la galerie Romanet à Paris (celle-ci lui offre un atelier rue du Cardinal-Lemoine) chez qui il reçoit les encouragements d'Émile Sabouraud (1900-1996) et se lie avec Jacques Yankel (1920-2020) d'une amitié qui durera jusqu'en 1977. En 1960, dans cette situation provisoirement plus aisée, il effectue des séjours à Cannes et surtout à Venise où le fait marquant est sa fascination pour l'œuvre de Vittore Carpaccio. C'est grâce à Jacques Yankel qu'il trouve en 1965 son minuscule logement du 226, rue de Vaugirard (l'ancienne Auberge du Soleil d'Or dont l'immeuble a conservé l'enseigne historique) pour une installation définitive; y adoptant des rats, des souris et des pigeons. Les deux artistes y tirent ensemble leurs lithographies dans l'atelier de René Guillard qui est situé à l'étage inférieur et c'est en 1967 que Robert Coutelas commence à peindre ses multiples tableaux en petit format de tarot sur des cartons qu'il récupère quotidiennement dans la rue. Prenant le rythme de peindre la nuit, il les baptisera Mes nuits : « D'une remarquable diversité de motifs, les œuvres qui composent Mes nuits sont pour certaines abstraites, rythmées d'alignements de motifs itératifs de points et de lignes, mais la majorité figurent des personnages, voire des saynètes parfois énigmatiques ou des écritures illisibles. Si certains de leurs thèmes peuvent référer à l'histoire, aux jeux, au théâtre, au mythe ou à l'histoire de l'art, comme la Fanny, les maternités, Guignol, Adam et Ève, le Pendu…, la plupart témoignent d'obsessions personnelles - les longues chevelures ondulantes qui enserrent les visages, les têtes au centre d'un tourbillon en spirale, les créatures mi-humaines, mi-papillons ou mi-lapins, les vignerons, les tours en flammes que l'artiste combine et reconfigure inlassablement. La mort y rode, mais la vie la submerge par assauts de tendresse et de cocasserie. "On dit que mes cartes sont des symboles, objecte alors Coutelas, mais qu'est-ce qu'un symbole ? Elles sont des êtres vivants qui font la fête dès que je sors de chez moi" ».
Robert Coutelas devient en 1968 artiste permanent de la galerie Félix Vercel à Paris. Il rompt ce contrat en 1972, année où il entame une liaison de cinq années avec la comédienne Marie Cecora. Ses Nuits lui valent cependant en 1973 le Prix Grimaud organisé par la Société éponyme d'édition de cartes à jouer, puis sont présentées en 1975 dans une exposition collective à la galerie Ortemp, au 27, rue de Richelieu à Paris, où elles auraient été remarquées par André Malraux. En 1976, elles forment la pochette du disque et l'affiche du concert au Théâtre de la ville de Paris du groupe hongrois Kolinda,.

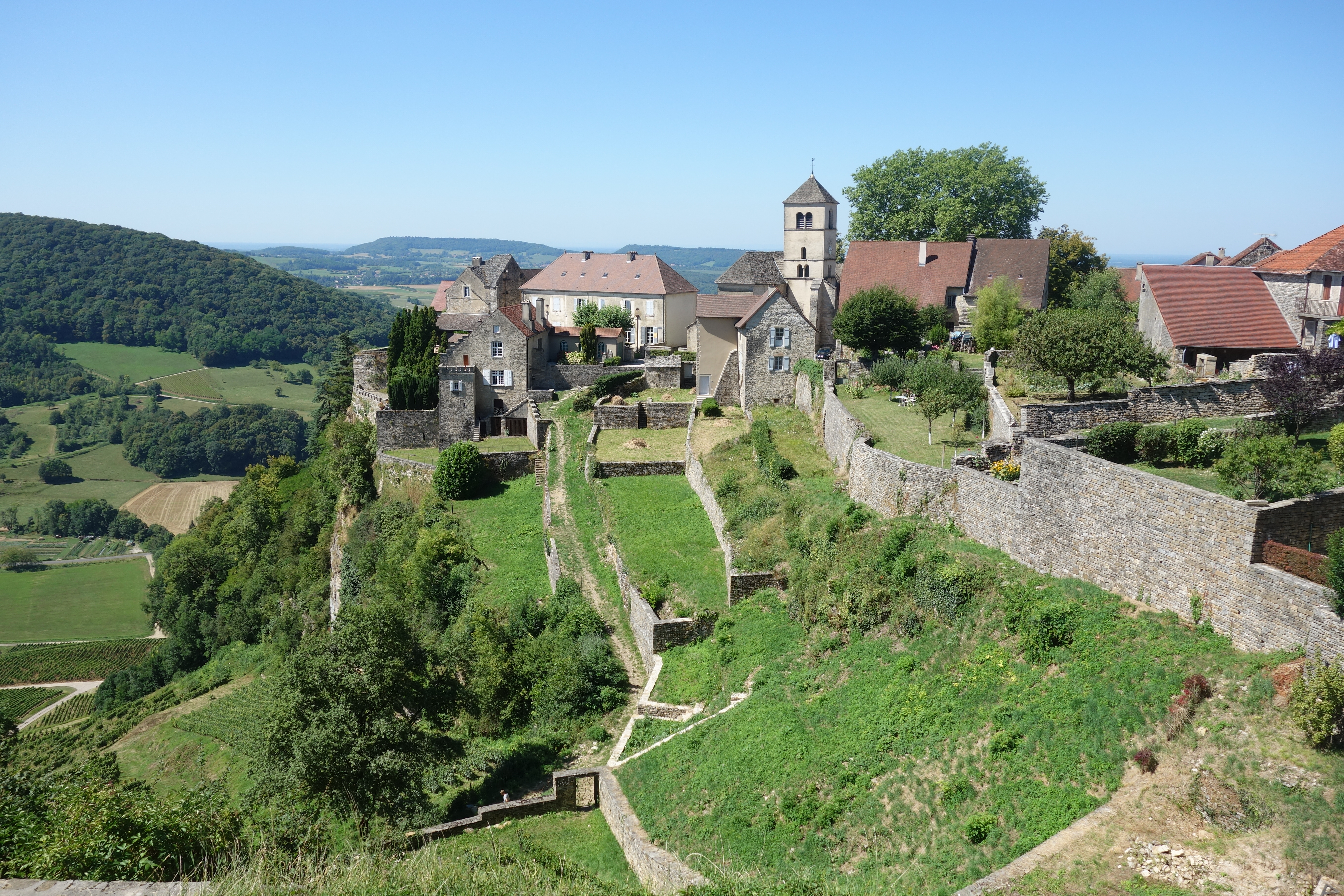
Château-Chalon

Entre juillet et novembre 1978, répondant à l'invitation du sculpteur Robert Moninot (1922-2000), son condisciple aux Beaux-Arts de Lyon, il séjourne à Château-Chalon (Jura) où la mise à disposition d'une forge lui offre de travailler la terre cuite et la pierre.
En 1981, sur la présentation par Mariko Kishi-Molia des œuvres de Robert Coutelas à la Galerie Ueda de Tokyo, celle-ci en acquiert un fonds important puis en organise en mars 1982 une exposition initiatrice de la notoriété de l'artiste au Japon.  
C'est peu de temps après s'être réconcilié avec Jacques Yankel qu'en juin 1985 Robert Coutelas est découvert mort chez lui. Il est inhumé en la division 91 du cimetière du Père-Lachaise à Paris.

## Expositions

### Expositions personnelles

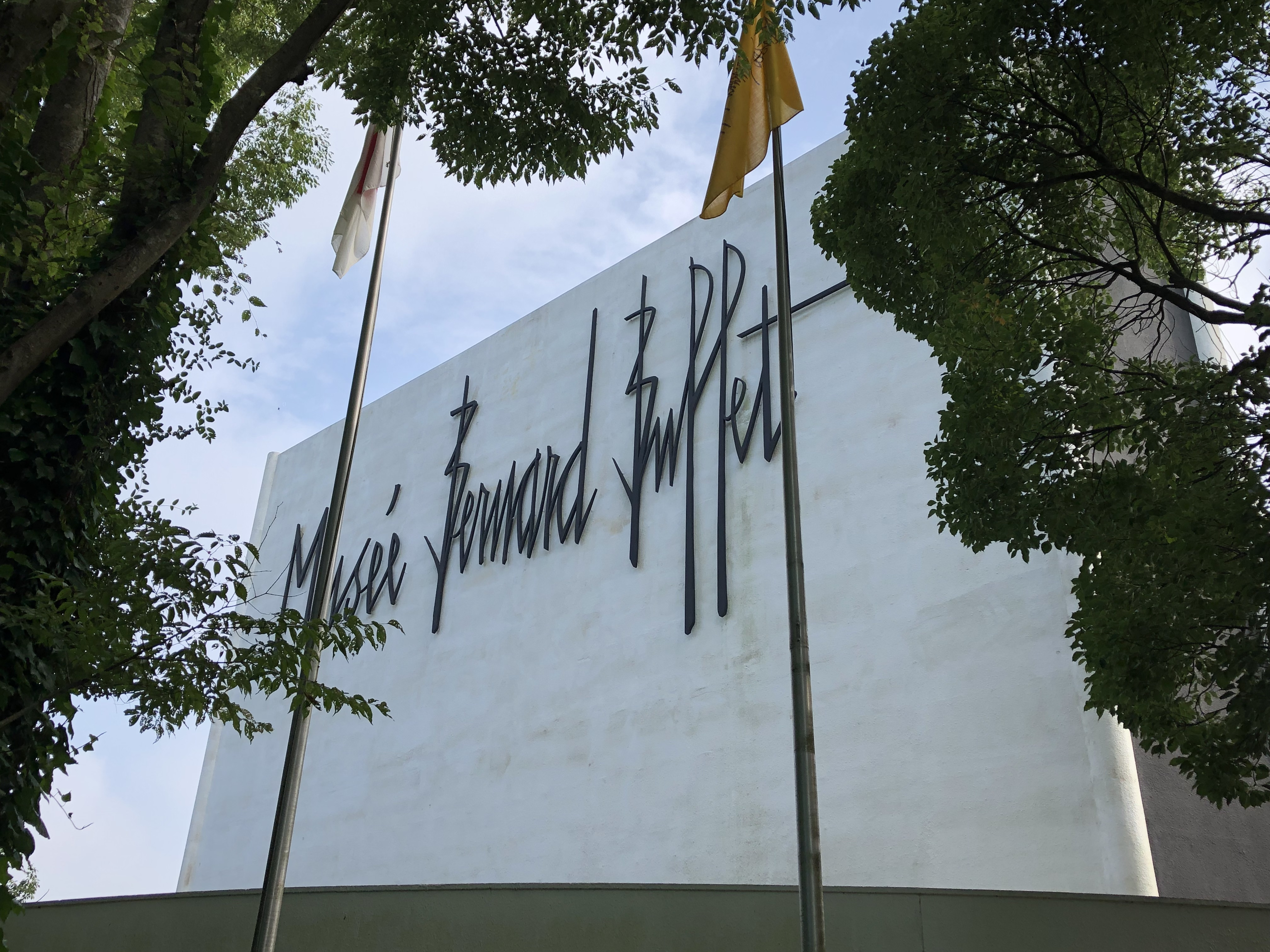
Musée Bernard-Buffet, Nagaizumi

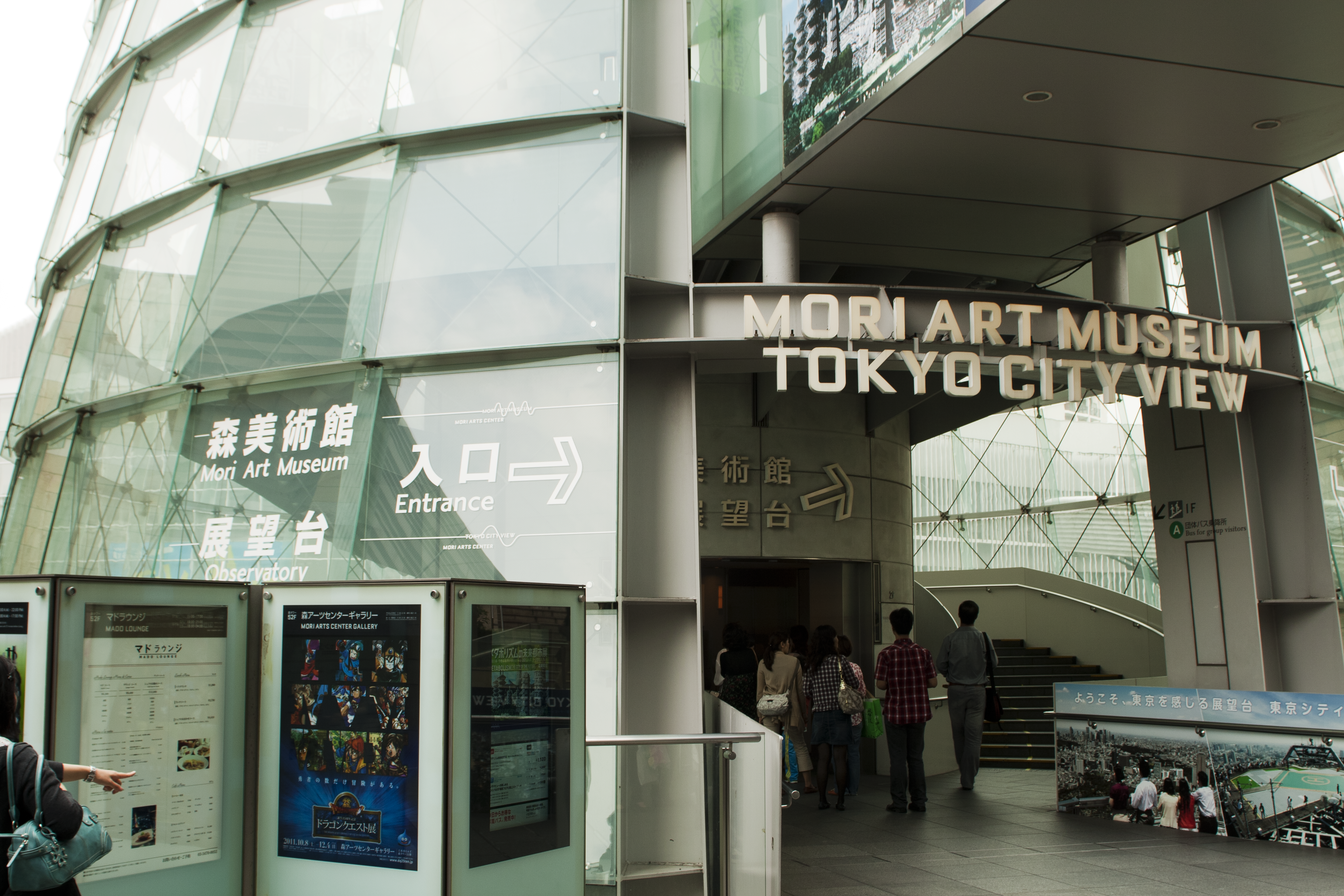
Musée d'Art Mori, Tokyo

- Galerie Félix Vercel, 710, Madison Avenue, New York, mars 1970, mars 1972.
- Galerie Félix Vercel, 9, avenue Matignon, Paris, novembre 1970.
- Galerie Ueda, Tokyo, mars 1982[2].
- Robert Coutelas - Rétrospective, Galerie d'Essai, Paris, mars 1986[2].
- Le monde de Robert Coutelas - La collection Jeanne Matossian, Musée des Beaux-Arts de Chartres, décembre 2012 - octobre 2013[6].
- Musée d'art de Shoto, Tokyo, février 2015[7].
- Musée Bernard-Buffet, Nagaizumi, mars-septembre 2016[8].
- Robert Coutelas - I seek the small golden hand, Asahi Group Oyamazaki Villa Museum of Art, ōyamazaki, décembre 2016 - mars 2017[9],[10].
- Musée d'Art Mori, Tokyo, 2022.
- Robert Coutelas - Mes nuits, Loeve & Co, Paris, juin-juillet 2023[11].
- Que d'os ! - Robert Coutelas, Love & Collect, 8, rue des Beaux-Arts, Paris, juin 2024[4].

### Expositions collectives
- Galerie Ortemp, 27, rue de Richelieu, Paris, 1975[2].
- L'art insolite dans l'art français, Ministère de la culture de Syrie, Damas, 1979[2].
- L'art est mon oxygène, P.M.M.K.Musée d'art moderne, Ostende, 1999.
- Fracas refaire et le plier, centre d'art contemporain Aponia, Villiers-sur-Marne, mai-juin 2017[12].
- Listen to the sound of the earth turning : our wellbeing since the pandemic, Musée d'Art Mori, Tokyo, juin-novembre 2022[13].
- Festival du dessin - La joie de l'innocence : Jean Dubuffet, Robert Coutelas, musée Réattu, Arles, avril-mai 2024[14],[15].

## Réception critique
- « Sa peinture évoquait les Maurice Utrillo de l'époque blanche : paysages de banlieue, palissades avec des personnages de la zone, des petits "bonshommes". Et tout à coup, ce fut terminé ; du jour au lendemain il se mit aux tarots. Des tarots bien à lui, tout un jeu immense de cartes représentant des faces lunaires, des squelettes, des vestiges de clowns, des chiffres indéchiffrables, des hiéroglyphes, des plantes, des motifs inconnus… Tous ces bouts de carton de format identique, peaufinés, choyés, brossés, vernis, calamistrés, ces milliers de tarots, plein les valises, les caisses, débordant, s'étalant, envahissant son minuscule habitacle, il en fit des icônes, des tabernacles, des reliquaires hors du commun. » - Jacques Yankel[16]
- « Des subtilités techniques et des audaces chromatiques sous une apparence classique chez cet artiste qui a emporté successivement les prix Othon-Friesz, Félix Fénéon et le prix de la Critique. » - Gérald Schurr[17]
- « Essayer de saisir la pensée de Robert Coutelas nous entraîne dans la nef d'une de nos merveilleuses cathédrales, à cette insigne différence près que si les cathédrales furent toutes des œuvres collectives, la cathédrale de Robert Coutelas fut érigée par lui seul. Dans cet univers d'esprit religieux en continuelle mouvance où le mal côtoie le bien, la vie longe la mort, l'Enfer frôle le Paradis, seule la déréliction n'a plus de place : Le rire l'a boutée dehors. Le rire, ce rire rabelaisien, ce rire de Rutebeuf, arme suprême de Robert Coutelas dont il se sert à chaque instant. Rire de la mort, rire de la vie, rire devant les mystères pour mieux se gausser de soi-même car le rire de Robert Coutelas n'est pas une expression de joie, d'ironie, de dérision ou d'insouciance, il est en soi l'affirmation d'une philosophie. Par cela, également, il est grand. » - André Matossian[18]
- « Une confusion d'interprétation qui enracine sa détermination de poirsuivre son cortège funèbre en peignant des petits personnages en marge de toute chapelle esthétique. Ses clins d'œil aux infantes et hidalgos, princes déchus et pierrot, figurants de carnaval, fantômes, ingénus, engoncés dans leur fraise, leur jabot et autres justaucorps et chapeau à plumes, défilent sur le théâtre de la vie. Ce sont les ultimes témoins d'un parcours "initiatique" dont il entrevoit l'issue. Sans doute parce que la vraie vie est ailleurs. Robert Coutelas a passé la sienne à recréer un monde affranchi des normes pour parvenir à une rêverie solitaire ouverte sur un langage sans censure. » - Lydia Harambourg[19]
- « Derrière les images du tarot, Robert Coutelas, imaginatif, timide et curieux, trouvait un terrain idéal comme espace de création à sa mesure mais aussi comme domaine non pas divinatoire mais où il pouvait dire sans dévoiler, suggérer sans avouer, donner des signes sans se livrer. Au regard de ce que nous connaissons maintenant de Robert Coutelas, il nous appartient de deviner ce qu'il dissimulait de religieux ou de profane derrière ses cartes de tarot qui dévoilent des Vierge à l'enfant, des anges, le voile de Sainte Véronique, l¹Agnus Dei ou encore Adam, Ève et le serpent. » - Nadine Berthelier[20]

## Collections publiques

### Belgique
- Musée d'Art à la mer, Ostende, collection Jeanne Matossian.

### États-Unis
- Metropolitan Museum of Art, New York.

### France
- Musée du Mont-de-Piété de Bergues.
- Musée des Beaux-Arts de Chartres.
- Musée des arts naïfs et populaires de Noyers (Yonne).

## Collections privées
- Gloria Guinness (en), manoir Guinness, Palm Beach (Floride).
- Jacques Yankel, 3, rue de la Cité-Universitaire, Paris[3].